# لاخ تی
لاخ تِیْ (انگلیسی: Loch Tay) یک لاخ (دریاچهٔ) آب شیرین در شهرستان‌های پرت و کینروس و استیرلینگ در مرکز اسکاتلند کوهستانی در اسکاتلند است. از گذشته خط‌الرأس لاخ تی مرزهای بردالبین را معین می‌کند. لاخ تی لاخی کشیده‌است و ۲۳٫۴۲ کیلومتر طول و بین ۱٫۵ تا ۲ کیلومتر عرض دارد.